# Thomas Story Kirkbride
Thomas Story Kirkbride (Morrisville, 31 luglio 1809 – Filadelfia, 16 dicembre 1883) è stato un medico statunitense.
Egli fu difensore dei diritti dei malati di mente e fondatore dell'Association of Medical Superintendents of American Institutions for the Insane (AMSAII), precursore dell'American Psychiatric Association. 

## Biografia
Thomas Story Kirkbride nacque il 31 luglio 1809 in una fattoria a Morrisville, in Pennsylvania, da una ricca famiglia quacchera. Iniziò a studiare medicina all'età di diciotto anni, sotto la guida del dottor Nicholas Belleville di Trenton, New Jersey.  Dopo aver conseguito la laurea in medicina presso l'Università della Pennsylvania nel 1832, divenne il più giovane medico dell'istituto psichiatrico Friends Asylum (chiamato anche Friends Hospital) di Philadelphia, in Pennsylvania. Successivamente trascorse due anni come medico presso il Pennsylvania Hospital. Kirkbride ha poi gestito il proprio studio dal 1835 al 1840, dove esercitava come chirurgo. 
Kirkbride sposò Ann West Jenks (1812-1862) nel 1839. Insieme ebbero due figli: Ann, nata nel 1840, e Joseph John, nato nel 1842. [15] Dopo la morte di Ann, sposò Eliza Ogden Butler, una delle sue ex pazienti. Morì di polmonite nella sua abitazione dei pressi del Pennsylvania Hospital for the Insane.

## Psichiatria
Nell'ottobre 1840, Kirkbride divenne sovrintendente del Pennsylvania Hospital for the Insane. Prima che lui divenisse sovrintendente, l'ospedale era stato temporaneamente chiuso a causa di un basso tasso di recupero fra i pazienti, ma nel gennaio 1841 riuscì a riaprirlo, con il primo paziente ricoverato il 9 gennaio. 
A Filadelfia, in Pennsylvania, durante l'ottobre 1844, Kirkbride contribuì a fondare l'Association of Medical Superintendents of American Institutions for the Insane (AMSAII), nella quale ricoprì diversi ruoli tra il 1862 e il 1870. Kirkbride divenne famoso per il Piano Kirkbride, una serie di accorgimenti architettonici che miravano a migliorare l'assistenza medica per i pazienti, attraverso la standardizzazione delle strutture di cura. 
L'influente lavoro di Kirkbride, dal titolo On the Construction, Organization, and General Arrangements of Hospitals for the Insane with Some Remarks on Insanity and Its Treatment, fu pubblicato nel 1854 e di nuovo nel 1880, come libro. Le idee di Kirkbride provocarono critiche sia da parte dei pazienti che dei colleghi medici. Alcuni sostenevano che queste teorie ostacolassero il progresso scientifico, mente altri sostenevano che questo piano avrebbe potuto cambiare il modo con cui i pazienti psichiatrici erano trattati. Kirkbride era così convinto che i malati si potessero guarire che dopo la morte della sua prima moglie si risposò con una ex paziente.